# جولي غاييه
جولي جاييت (من مواليد 3 يونيو 1972) هي ممثلة ومنتجة أفلام فرنسية. وهي معروفة أيضًا بأنها زوجة الرئيس الفرنسي السابق فرانسوا هولاند.

## وصلات خارجية
- جولي غاييه على موقع IMDb (الإنجليزية)
- جولي غاييه على موقع روتن توميتوز (الإنجليزية)
- جولي غاييه على موقع قاعدة بيانات الأفلام العربية
- جولي غاييه على موقع ألو سيني (الفرنسية)
- جولي غاييه على موقع ميوزك برينز (الإنجليزية)
- جولي غاييه على موقع أول موفي (الإنجليزية)
- جولي غاييه على موقع قاعدة بيانات الأفلام السويدية (السويدية)
- جولي غاييه على موقع ديسكوغز (الإنجليزية)
- جولي غاييه على موقع قاعدة بيانات الفيلم (الإنجليزية)
- جولي غاييه على موقع كينوبويسك (الروسية)
- Julie Gayet Filmography at ألو سيني.